# Renoly Santiago
Renoly Santiago (Lajas, Puerto Rico, 15 de marzo de 1974) es un actor, cantante y escritor de Puerto Rico, que ha aparecido en numerosas producciones de Hollywood.

## Biografía
Santiago se dio a conocer en Estados Unidos cuando en 1993 apareció en la serie CityKids, como "Tito". Él coescribió el episodio piloto de la serie, nominado a los Emmy. Desde su participación en CityKids, Santiago se graduó en la película, actuando como "Raúl Sanchero" en Mentes peligrosas de 1995. En 1996, fue coprotagonista junto a algunos otros actores conocidos de Hollywood en su papel de "Ramόn Sánchez", también conocido como el "Phreak fantasma" en Hackers (película).
Santiago interpretó el papel de "Ramón Martínez" (un criminal travesti apodado "Sally-Can't Dance") en la película de 1997 Con Air. Santiago protagonizó en la obra de Broadway Paul Simon's The Capeman a "Tony Hernández - El hombre del paraguas", líder de la banda "Los Vampiros", un papel por el que fue nominado en 1998 al premio de Mejor actor de musical.
Como cantante, Santiago ha grabado junto con grandes artistas Marc Anthony, Paul Simon, Danny Rivera y La India.
En 2000, regresó a la gran pantalla en la película de bajo presupuesto Punks , en el Festival de Cine de Sundance, donde interpreta a "Dante". En 2001, Santiago volvió a la televisión, interpretando a "Miguel Acosta" en el episodio 7 de enero deTocado por un Ángel , hizo una pequeña aparición en el episodio 29 de marzo de Gran Manzana y como "Chiggy Ríos" el 17 de octubre en Los fieles(episodio) de Ley y orden: Acción Criminal .
En 2002, Santiago hizo otra película llamada The Street King , donde interpretó a "Cesar Rojas". No fue un gran éxito, y Santiago se tomó un año sabático. Santiago regresó al cine en 2005, como "Escorpión" en Solo Otra comedia romántica Wrestling. Renoly aparecerá en Grand Street en la que actúa junto a Kelly McGillis.